# The Girl Next Door (1998)
The Girl Next Door (Nederlands: het buurmeisje) is een
Amerikaanse televisiefilm uit 1998.
Hij werd eerst uitgezonden door CBS Television.
De film werd geregisseerd door David Greene en heeft Tracey Gold en
Tom Irwin in de hoofdrollen.
The Girl Next Door gaat over een jonge vrouw die door haar minnaar aangepraat
wordt om diens vrouw te vermoorden. Ze kan er echter niet mee leven en stapt
twee jaar later naar de politie.

## Verhaal
Het verhaal begint twee jaar na de feiten. Anne Nolan (gespeeld door Tracey Gold)
gaat naar een kerk en bekent aan de pastoor meer te weten over een moord.
Priester Ryan brengt haar naar de politie maar ze durft niets te zeggen en
loopt weg. Ze heeft wel haar adres achtergelaten en politiepsychologe Gayle
Bennett (Sharon Gless) gaat haar later opzoeken. Anne belooft Gayle
om haar terug te contacteren.
Later komt Anne Gayle opzoeken en dan begint ze haar verhaal dat in flashbacks
verteld wordt. Nadat Anne bekent een moord te hebben gepleegd gaan ze naar de
politie waar Anne haar verhaal verderzet.
Twee jaar eerder komt politieagent Craig Mitchell (Tom Irwin)
tussenbeide in een ruzie tussen Anne en haar vriend. Later ziet ze de agent
terug en ze wordt zijn maîtresse. De naïeve Anne, op dat moment nog een
tiener, hoopt dat hij zijn vrouw zal verlaten voor haar. Craig prent haar in
dat zijn vrouw geen interesse in hem heeft maar dat hij niet van haar kan
scheiden omdat ze dreigt weg te gaan met hun twee kinderen.
Na een tijd houdt Anne erg veel van Craig. Die geeft haar een pistool voor
zelfverdediging. Hij leert haar ook schieten op de schietbaan. Daar krijgt Anne
plots door wat zijn bedoeling is. Hij wil dat zij zijn vrouw doodschiet zodat
ze samen kunnen zijn zonder dat Craig zijn kinderen verliest. Hierna zegt Craig
dat ze erover moet nadenken om dan haar beslissing mee te delen.
Na lange tijd twijfelen komt Anne tot het besluit dat ze niet zonder Craig kan.
Die vertelt haar tot in de kleinste details hoe ze zijn vrouw Wendy moet
vermoorden. Ze oefenen ook tot Anne het plan perfect kan uitvoeren. Op de
bewuste dag laat Craig zijn vrouw zoals gepland even alleen in een parkeergarage,
komt Anne tevoorschijn en schiet Wendy met vier kogels dood.
Een maand hierna beginnen ze elkaar opnieuw te zien, deze keer ook voor de
buitenwereld. Anne trekt bij Craig in en neemt de plaats van moeder voor zijn
twee kinderen in. Ze krijgt echter nachtmerries en ziet Wendy soms verschijnen.
Ze kan niet meer in het huis van Wendy wonen en haar leven leiden en vlucht weg.
Dat was de dag dat ze naar de kerk van pastoor Ryan ging.
Nu Anne haar bekentenis gedaan heeft wil de politie Craig arresteren voor
aanzetten tot moord. Daarvoor moeten ze echter een hard
bewijs hebben. Daarom sturen ze Anne terug naar huis
waar ze een afluisteroortje plaatsen om een bezwarende uitspraak van Craig los
te krijgen.
Die nacht zegt Craig inderdaad iets dat aangeeft dat hij haar tot de moord
aanzette en de volgende ochtend worden zowel hij als Anne gearresteerd. Craig
wordt tot levenslang veroordeeld. Anne krijgt tien jaar cel. Gayle komt
Anne bezoeken in de gevangenis waar Anne zegt dat ze haar leven na haar straf
terug op het juiste spoor wil zetten.

## Rolbezetting
| Acteur                 | Personage            | Opmerkingen                 |
| ---------------------- | -------------------- | --------------------------- |
| Tracey Gold            | Anne Nolan           |                             |
| Tom Irwin              | Craig Mitchell       |                             |
| Sharon Gless           | dokter Gayle Bennett | politiepsychologe           |
| Michael Dorn           | Steve Driscoll       | politiechef                 |
| Mark Camacho           | Levine               | politieresercheur           |
| Gillian Ferrabee       | Wendy Mitchell       | Craigs vrouw                |
| Brigid Tierney         | Alissa Mitchell      | Craigs dochter              |
| Mitchell David Rothpan | Dougie Mitchell      | Craigs zoon                 |
| Stephanie Bauder       | Christine            |                             |
| Danny Gilmore          | Kyle Meechum         |                             |
| John Koensgen          | pastoor Ryan         | brengt Anne naar de politie |
| Teddy Lee Dillon       | Eric                 |                             |
| Manuel Tadros          | Carlo                |                             |